# Võ Văn Mẫn
Võ Văn Mẫn (1939–1967) hay Võ Huy Mẫn là một phi công Ace của Quân đội nhân dân Việt Nam, Anh hùng Lực lượng vũ trang nhân dân.

## Tiểu sử
Võ Văn Mẫn sinh năm 1939 ở làng Mỹ Thạnh, tổng Bảo Thuận, quân Ba Tri, tỉnh Bến Tre, nay là xã Mỹ Thạnh, huyện Ba Tri. Sau khi chiến tranh chống Pháp kết thúc, ông tập kết ra Bắc, học tập ở trường Học sinh miền Nam. Sau khi tốt nghiệp, ông nộp đơn xin tham gia quân đội. Tháng 2 năm 1959, ông trúng tuyển vào Không quân và được cử sang Trung Quốc học tập lái máy bay MiG-17.
Tháng 9 năm 1965 (nguồn khác ghi là năm 1964), ông về Việt Nam và ngay lập tức tham gia chiến đấu. Từ 1965 đến 1967, ông đã xuất kích tổng cộng 79 lần, bắn hạ tổng cộng 5 máy bay. Ngày 19 tháng 7 năm 1966, biên đội gồm Võ Văn Mẫn và Nguyễn Văn Biên giao tranh với một đội máy bay Mỹ do James H. Kasler chỉ huy tại vùng trời Vĩnh Phú, bắn hạ hai chiếc F-105. Chiều ngày 5 tháng 9, biên đội Nguyễn Văn Bảy (A), Võ Văn Mẫn đánh chớp nhoáng đối phương trên bầu trời giáp giữa Hà Tây và Nam Hà, kết thúc trận đánh trong 45 giây, mỗi phi công hạ một chiếc F-8. Ngày 21 tháng 9, biên đội Nguyễn Văn Bảy, Võ Văn Mẫn, Đỗ Huy Hoàng, Lưu cất cánh ở sân bay Kiến An thì bị bao vây bởi 24 máy bay Mỹ, ông cùng phi công Bảy A thành công rút lui, mỗi người hạ một máy bay F-4. Một số trận chiến khác mà ông tham chiến có thể kể tới trận ngày 29 tháng 7 năm 1966; 21 tháng 1, 19 tháng 4, 24 tháng 4, 1 tháng 5 năm 1967... khi có thành viên trong biên đội bắn hạ máy bay đối phương.
Trước những thiệt hại do không quân Việt Nam gây ra, phía Mỹ tìm tổ chức những trận không chiến lớn với số lượng máy bay áp đảo để "tiêu diệt MiG". Ngày 14 tháng 5 năm 1967, biên đội MiG-17 gồm Võ Văn Mẫn, Hà Đình Bôn, Nguyễn Thế Hôn, Lê Hải bay ra vùng trời Hòa Bình để chặn đánh đội bay F-105 của Mỹ đang chuẩn bị ném bom Hà Đông (Hà Tây) thì bị hơn 20 máy bay F-4 bao vây, chia cắt. Ông bắn hạ được một chiếc F-4 nhưng bị trúng tên lửa, không kịp nhảy dù và tử trận.

## Vinh danh
- Huân chương Chiến công hạng Nhì, Ba (3)[3]
- Huy hiệu Bác Hồ[9]

Ngày 28 tháng 4 năm 2000, ông được Chủ tịch nước phong truy tặng danh hiệu Anh hùng Lực lượng vũ trang nhân dân.